# 2015年3月逝世人物列表
2015年逝世人物列表：1月 - 2月 - 3月 - 4月 - 5月 - 6月 - 7月 - 8月 - 9月 - 10月 - 11月 - 12月
2015年3月逝世人物列表，是用于汇总2015年3月期间逝世人物的列表。

## 依日期排序

### 31日
- 貝蒂·丘徹（英語：Betty Churcher），84歲，澳洲藝術管理者和策劃人，澳洲國立美術館前總監。[1]
- 安德鲁·盖蒂（英語：Andrew Getty），47岁，美国盖蒂家族成员，盖蒂石油公司（英语：Getty Oil）创始人J·保罗·盖蒂之孙。[2]
- 藤原可可亞（日語：藤原 ここあ），31歲，日本女性漫畫家，代表作《妖狐×僕SS》。[3]
- 吕国增，64歲，中国政治人物，外交部原副部长，中国前驻突尼斯大使兼驻巴勒斯坦大使。[4]
- 蒋洪亮，55岁，中国政治人物，中共江苏省无锡市委副书记，因抑郁症跳塔自杀身亡。[5]
- 王峰军，39岁，“亚洲第一巨人”，死於多器官衰竭。[6]

### 30日
- 吉姆·拉茹（英語：Jim LaRue），89歲，美國美式足球球員和教練。[7]

### 29日
- 近藤次郎（日語：近藤 次郎），98岁，日本航空工程专家，日本学术会议会长（1985年—1994年）。[8]
- 吉野文六（日語：吉野 文六），96歲，前日本外交官，首個證實1972年沖繩返還問題的日美秘密協議（沖繩密約）的日方政府人員，死於肺炎。[9]
- 朱耀沂，83歲，台灣昆蟲學家，國立台灣大學名譽教授。[10]

### 28日
- 金·賽克（英語：Gene Saks），93歲，美國舞台和電影導演（《鬥氣夫妻》），死於肺炎。[11]
- 米洛斯拉夫·昂德利克（捷克語：Miroslav Ondříček），80歲，捷克電影攝影師、導演。[12]

### 27日
- 王玨，96歲，台灣演員。曾榮獲第18屆金馬獎最佳男配角及第46屆金馬獎特別貢獻獎。[13]
- 阿馬羅·席爾瓦（Amaro Silva），57歲，加拿大政治人物。前溫尼伯市參事官。病逝。[14]

### 26日
- 托馬斯·特蘭斯特羅默（瑞典語：Tomas Tranströmer），83歲，瑞典詩人，2011年諾貝爾文學獎得主。[15]
- 登哈四世，79岁，本名登哈·哈拿尼雅（英語：Dinkha Khanania），東方亞述教會大公長牧首。[16]
- 洪綺玲，60歲，台灣合唱指揮家。[17]

### 25日
- 比爾·斯萊貝克（英語：Bill Slayback），67歲，美國棒球運動員（底特律老虎）。[18]
- 傅錫壽，84歲，安徽省原省委副书记、省长。[19]
- 约里斯·范豪特姆（荷蘭語：Joris Van Hauthem），51岁，比利时国会议员，死於癌症。[20]
- 喬治·菲斯希貝克（George Fischbeck），92歲，美國電視天氣預報員。[21]
- 何鴻鑾，87歲，前香港政府高級官員、行政立法兩局官守議員、公務員敘用委員會主席（1987年－1991年），何東家族成員[22]

### 24日
- 瑪莉亞·拉德納（德語：Maria Radner），34歲，德國女低音聲樂家，歌劇演員，於德国之翼航空9525号班机空难中身亡。[23]
- 歐雷格·布里札克（烏克蘭語：Олег Брижак），54歲，德國男中音聲樂家，歌劇演員，於德国之翼航空9525号班机空难中身亡。[23]
- 依斯坎達爾·艾海提，301昆明火車站恐怖襲擊事件策劃者，被執行死刑。
- 吐爾洪·托合尼亞孜，301昆明火車站恐怖襲擊事件策劃者，被執行死刑。
- 玉山·買買提，301昆明火車站恐怖襲擊事件策劃者，被執行死刑。

### 23日
- 李光耀（Lee Kuan Yew），91岁，新加坡政治人物，律師，建国总理（1959－1990年），执政党人民行动党前秘书长，死於肺炎。[24][25]
- 郭寿康，89岁，中国知识产权法学家、国际经济法学家和法学教育家，中国人民大学法学院教授。[26]
- 笑林，本名赵学林，59岁，中国相声演员，死於白血病。[27]

### 22日
- 李連生，77歲，前港區全國人大代表，新界社團聯會榮譽會長，病逝。[28]
- 澤仁桑珠，74歲，前西藏自治區人大常委會副主任，病逝。[29]

### 21日
- 查克·貝德納里克（英語：Chuck Bednarik），89歲，美國国家橄榄球联盟美式足球名人堂（英语：Pro Football Hall of Fame）成員（费城老鹰）。[30]
- 米伦·多布列夫（Milen Dobrev），35岁，保加利亚举重运动员，2004年奥运举重冠军，死於心脏病。[31]
- 杰克·W·佩尔塔森（英語：Jack W. Peltason），91岁，美国学者，加利福尼亚大学校长（1992－1995年），帕金森氏症。[32]
- 第10代坂東三津五郎，59歲，歌舞伎演員，日本傳統舞蹈「坂東流」掌門。[33]
- 王健民，101歲，原河南医科大学党委书记。病逝。[34]

### 20日
- 陈福田，76岁，中国弹道导弹技术专家，中国工程院院士。[35]
- 马尔科姆·弗雷泽（英語：John Malcolm Fraser），84歲，前澳大利亞總理，病逝[36]。
- 維克多·維克多羅維奇·亞努科維奇（英語：Viktor Viktorovych Yanukovych），33歲，乌克兰前总统維克多·費奧多羅維奇·亞努科維奇之子[37]。
- 今江祥智，83岁，日本儿童文学作家。[38]

### 19日
- 第三代桂米朝（日语：桂米朝_(3代目)），89歲，本名「中川清」，日本落語家。死於肺炎。[39][40]
- 莱昂德拉·贝塞拉·伦布雷拉斯（Leandra Becerra Lumbreras），127岁？，墨西哥长寿者，未经证实的长寿的人。[41]

### 18日
- 赵达裕，55歲，中国前足球运动员。死於肝癌[42]。
- 蔣仲苓，92歲，中華民國（台灣）陸軍二級上將，曾任陸軍總司令，國防部副參謀總長兼執行官，總統府參軍長，國防部部長。[43]
- 胡廣森，58歲，香港食物環境衞生署小販管理主任，中環捉拿小販時被推跌，頭部重創死亡。[44]
- 郭金，53歲，宿遷市人民政府秘書長、黨組成員、辦公室黨組書記。病逝。[45]

### 17日
- 邱德根，89歲，香港商人，遠東發展創辦人及前董事局主席兼行政總裁、亞洲電視前董事局主席。病逝。[46]
- 金子國義，78岁，日本画家、插画家和摄影师，死於心臟衰竭。[47]
- 方子翼，98歲，中國人民解放軍空軍學院原顧問，开国少将，病逝。[48]
- 毛華初，94歲，原湖南省教育廳副廳長，前中共領導人毛澤東的侄兒，病逝。[49]

### 16日
- 江木吉，82歲，台灣前行政院院長江宜樺生父。病逝。[50]
- 李少白，84歲，中國電影史研究學者。病逝。[51]
- 孟波，99歲，原名孟綬曾，中國音樂人。病逝。[52]
- 罗云，94岁，中國政治人物，原四川省轻工业厅副厅长。病逝。[53]

### 15日
- 張春申，86歲，臺灣神父，曾任耶穌會中華省會長、輔仁聖博敏神學院院長。[54]
- 徐才厚，71歲，中国政治人物，原中共中央政治局委员、中央軍委原副主席（2004－2012年），全身多发转移性末期膀胱癌。[55]

### 14日
- 努沙林，22岁，新加坡马来武术国家队选手。[56]
- 瓦連京·拉斯普京（俄語：Валентин Распутин），77岁，俄羅斯作家。病逝。[57]
- 赵启光，67岁，同济大学特聘教授、中华文化传播中心主任，美国卡尔顿学院讲席教授、亚洲语言文学系主任。[58]

### 13日
- 戴维·阿伦（英語：Daevid Allen），77歲，澳洲音樂人，软机器乐队和Gong成员。[59]
- 李晓，42岁，中国导演，抑郁症自尽身亡。[60]
- 乔治·康奈尔（George Connell），84岁，加拿大学者和生物化学家，多伦多大学校长（1984－1990年）。[61]

### 12日
- 泰瑞·普萊契（英語：Terry Pratchett），66歲，英國奇幻文學作家，著有《碟形世界》（Discworld）。[62]
- 奧列克山大·普魯申科（烏克蘭語：Олександр Миколайович），60歲，烏克蘭政治人物，前扎波羅熱州州長，被槍殺。[63]

### 11日
- 戴尔·威廉姆斯，92岁，美国女商人。[64]
- 茆盛泉，32岁，中国上海闵行公安分局交警支队民警，在执勤时被违章司机开车强行拖行，伤重不治。[65]
- 哈里·普里查德·瓊斯（英語：Harri Pritchard Jones），81歲，威爾士作家、評論家和心理醫生。[66]
- 林國本，79岁，中國資深翻譯。獲中国翻译协會表彰，北京周报社原日文编辑部译审。病逝。[67]

### 10日
- 理查·葛拉薩（英語：Richard Glatzer），63歲，美國電影導演。[68]
- 克勞德·西頓（英語：Claude Sitton），89歲，美國普利策獎獲獎報章記者，死於心臟衰竭。[69]
- 黎保德（英語：Ian Lightbody），93歲，英國殖民地政務官，首任香港房屋委員會主席兼房屋司（1973年－1977年）、公務員敘用委員會主席（1978年－1980年）、歷任市政局及行政立法兩局官守議員，1969年負責籌辦香港節。[70]

### 9日
- 吕厚民，88岁，中国摄影家，曾担任中共中央主席毛泽东专职摄影师。[71]
- 马崇仁，93岁，中国京剧表演艺术家，京剧大师马连良的长子。[72]
- 弗萊·奧托（德語：Frei Otto），89歲，德國建築師，2015年普利兹克建筑奖得主。[73]
- 2015年阿根廷卡斯特利镇直升机空难遇难者[74][75]：

- 卡米耶·穆法特（Camille Muffat），25歲，法國女子游泳運動員，2012年奥运会女子400米自由泳冠军。
- 亞歷克西斯·韋斯廷（Alexis Vastine），28歲，法國拳擊運動員，2008年奥运会次中量级拳击比赛铜牌得主。
- 弗洛倫斯·阿爾托（Florence Arthaud），57歲，法國帆船運動員。

- 莫振高，58岁，中国广西壮族自治区都安县高级中学校长，曾资助近2万名贫困生上学，有“化缘校长”之称。[76]
- 韦恩·肯普（英語：Wayne Kemp），73岁，美国乡村音乐歌手和词曲作家。[77]

### 8日
- 薩姆·西蒙（英語：Sam Simon），59歲，美國作家《辛普森家庭》製片人，死於大腸癌。[78]

### 7日
- 秦云龙，网名“秦思瀚”，23岁，有“成都最帅交警”之称，死於白血病。[79]
- 辰巳嘉裕，79岁，日本漫画家、二手书店经营者。淋巴瘤。[80]
- 艾佐拉·科里（英語：Izola Curry），98岁，刺杀马丁·路德·金的凶手。[81]
- 小弗兰克·雷·基瑟（英語：F. Ray Keyser, Jr.），87岁，美国政治家，佛蒙特州州长 (1961－1963年)。[82]
- 小川真司，74岁，日本配音演员（《凡尔赛玫瑰》、《北斗神拳》），死於肺炎。[83]

### 6日
- 翁大銘，64歲，台灣商界與股市聞人、華隆集團前董事長。[84]

### 5日
- 铁牛，本名杨锡业，93岁，上海电影制片厂演员。[85]
- 阿布·哈马姆·沙米（Abu Hammam al-Shami），叙利亚激进分子，圣战组织努斯拉阵线（Jabhat al-Nusra）军事总指挥官，空袭身亡。[86]
- 马伊戈雷·卡伦（Maigore Kallon），89岁，塞拉利昂政治家，外交部长（1965－1967年、1996年）。[87]
- 阿尔伯特·梅索斯（英語：Albert Maysles），83岁，美国纪录片导演，作品有《给我庇护》（Gimme Shelter）、《灰色花园》。[88]
- 吉姆·麦卡恩（英語：Jim McCann），70岁，爱尔兰音乐家，作品有《都柏林人》（The Dubliners）。[89]
- 德克·沙费（Dirk Shafer），52岁，美国模特、演员和导演（《年度人物》（Man of the Year）。[90]

### 4日
- 雷·哈頓（Ray Hatton），83歲，英國出生的美國作家。[91]
- 约尔根·扬森（丹麥語：Jørgen Jensen），68岁，丹麦自行车运动员，1968年奥运男子双人自行车赛冠军。[92]
- 斯塔塞·阿西诺（英語：Stacey Arceneaux），79岁，美国篮球运动员。[93]

### 3日
- 贾立宁，35岁，上海贝尔人力资源总监，曾举报公司高层贪污腐败滥用职权，溺斃。[94]（屍體發現時間）
- 譚贇，28歲，中國湖北巴東籍歌手，和妻子王穩靚因交通意外身亡。[95]
- 韓良露，56歲，台灣作家、美食家，死於子宮癌。[96]
- 曾彦修，95歲，南方日报首任社长、人民出版社原总编辑。[97]
- 陳進興（筆名陳品），53歲，台灣作曲家。[98]
- 奥克塔维奥·莫比格利亚（葡萄牙語：Octávio Mobiglia），83岁，巴西游泳运动员，1952年和1956年奥运游泳冠军。[99]

### 2日
- 袁阔成，86岁，中国评书表演艺术家，死於心脏衰竭。[100]
- 弗朗西斯科·冈萨雷斯·莱德斯马（西班牙語：Francisco González Ledesma），87岁，西班牙小说家、漫画作家和记者。死於中风并发症。[101]

### 1日
- 迪迪·科拉迪尼（Deedee Corradini），70岁，美国政治家，盐湖城市长（1992－2000年），死於肺癌。[102]
- 丹尼尔·冯·巴根（Daniel von Bargen），64岁，美国演员，参演《马尔柯姆的一家》（Malcolm in the Middle）、《费城》、《超级骑警》（Super Troopers）。[103]
- 邁克·奇（Mike Ey），30岁，微软全息眼镜HoloLens设计师，死於车祸。[104]
- 鲍勃·阿姆斯特朗（英語：Bob Armstrong），82岁，美国政治家，德克萨斯州众议院众议员（1963－1971年）和土地总办公室（GLO）专员（1971－1983年）。[105]
- 奧林·基普紐斯（英語：Orrin Keepnews），91歲，美國爵士乐唱片監製和作家。[106]
- 阿纳托利·洛古诺夫（Anatoly Logunov），88岁，俄罗斯理论物理学家，俄罗斯科学院院士。[107]
- 托马斯·J·斯坦利（英語：Thomas J. Stanley），71岁，美国作家，著有《邻家的百万富翁》（The Millionaire Next Door）、《百万富翁的思维》（The Millionaire Mind），死於交通事故。[108]
- 托马斯·菲利普·沃森（英語：Thomas Philip Watson），81岁，美国政治家，俄克拉何马州参议员（1972－1987年）。[109]